# Yugo

## Áttekintés
A Zastava 1980-tól kezdte el gyártani a Yugot, melyet a cég kragujeveci telephelyén szereltek össze, de alkatrészei több jugoszláv tagállamból származtak. A Yugo egy háromajtós hatchback, ami öt ember szállítására is alkalmas volt. A modellt a Fiat 127-es licence alapján alkották meg. Elsősorban a keleti blokkban értékesítették, de eljutott az Egyesült Királyságba és az Amerikai Egyesült Államokba is.  A Jugoszláv háború kitörésével elkezdett akadozni a gyártás és szankciók miatt az import is leállt. A kétezres évek elején a modellt megújították. Ennek ellenére 2008-ban végleg leállították a gyártást. 

## Kezdeti évek
A Zastava 102-t Európában kezdték el értékesíteni 1980  november 28-tól. 1981-ben az exportálás miatt átnevezték a modellt Zastava Yugo-ra. Az autó ez idő alatt négyfokozatú manuális váltóval és 45 lóerős, 903 köbcentis motorral volt elérhető.

## Tengerentúli export
Az 1985-ben kezdődő Amerikai Egyesült Államokba történő export sok változást hozott magával mind a márka, mind a modell életében. Ebben az évben a Zastava lecserélte a vállalat nevét Yugóra, a Zastava Yugo pedig megkapta a Yugo Koral nevet. A modell az export miatt új motorpalettát és ötsebességes váltót is kapott. A motorkínálat az eredeti 903 köbcentis motor mellett kiegészült egy 1116 köbcentis blokkal is, amely 55 és 60 lóerővel is elérhető volt. Később a 60 lóerős verziót leváltotta az 1301 köbcentis 65 lóerős verzió, ez a motor már háromsebességes automata váltóval is rendelhető volt az USA-ban. Ezen felül megjelent a hátsó hangszóró előkészítése (az USA-ban elérhető volt hátsó hangszóróval is). Az amerikai piacon már négy biztonsági övvel árulták az autókat, szemben az európai két biztonsági övvel.

## Háborús időszak
1992-ben a Yugo Egyesült Államok felé irányuló exportja leállt. Ennek oka a kereskedelmi szankciók, melyet az ENSZ Jugoszláviával, de leginkább Szerbiával szemben hozott a jugoszláv háború miatt. A háború alatt a termelés akadozott és erősen visszaesett alkatrészhiány miatt, mivel a különböző alkatrészek Jugoszlávia más-más területéről származtak. Ebben az időszakban előfordult, hogy a kárpit színe nem passzolt más kiegészítőkhöz, vagy a műszerfalon km/óra helyett mérföld/óra volt a kiosztás. Európában ez az egyetlen időszak, amikor az automata váltó elérhetővé vált ebben a modellben.
A jugoszláv háborút követően a vállalat Szerbiához került. 1995-ben feloldották a szankciókat, azonban a tengerentúlra nem indult újra export. Ezt követően nevezték vissza a gyárat Zastavára, így a modell neve Zastava Yugo lett ismét.
A Zastava cég gépjárműgyártás mellett fegyvereket is gyártott, így 1996 és 1999 között a NATO katonai célpontja volt a gyár a Koszovói háború miatt. Ez idő alatt a termelés leállt.

## 2000-es évek
A modellt a 2000-es évek elején ismét átnevezték, új neve Zastava Koral lett. Ennek az időszaknak egyik népszerű fejlesztése az autógáz meghajtásra történő átalakítás, amely nagy szerbiai népszerűségre tett szert. Mivel a legtöbb Yugo nem rendelkezik üzemanyag-befecskendezéssel, LPG-re való átalakításuk olcsó és egyszerű, valamint nagyon gyorsan megtérül. Az ilyen átalakítások egyik hátránya, hogy az amúgy is kicsi csomagtartó szinte használhatatlanná válik, mivel egy LPG-tartály jelentős helyet foglal. Viszont az átalakított autók megbízhatóbbak, mivel elkerülik a könnyen meghibásodó benzinszivattyút. 2002-ben piacra dobták a Koral faceliftjét Zastava Koral IN néven. Ebben a fejlesztésbe az autó új első burkolatot kapott, új lökhárítókkal, hátsó légterelővel, újratervezett műszerfallal és ülésekkel lett felszerelve. Ezt a verziót a Zastava gépjármű gyártásának végéig – azaz 2008-ig – gyártották. Az utolsó Yugo a 794 428. volt a gyártósoron.

## Alkatrészek
- Szerbia – motor és világítástechnika
- Bosznia és Hercegovina – elektronikai alkatrészek
- Horvátország – műanyag alkatrészek
- Szlovénia – világítóberendezések, elektromos indítók és generátorok

## Más megnevezések

### USA modell felszereltségi szintjei
- Yugo GV
- Yugo GV Plus Automatic
- Yugo GV Sport
- Yugo GVC
- Yugo GVL
- Yugo GVS
- Yugo GVX

### Olaszországimegnevezés
- Innocenti Koral
- Innocenti Koral Cabrio

## Motorok
|               | 0.9                   | 1.1                   | 1.1                                                | 1.3                                                |
| cm3           | 903                   | 1116                  | 1116                                               | 1301                                               |
| Lóerő         | 45                    | 55                    | 60                                                 | 65                                                 |
| kW            | 33                    | 41                    | 44                                                 | 48                                                 |
| Sebességváltó | 4/5 fokozatú manuális | 4/5 fokozatú manuális | 4/5 fokozatú manuális                              | 5 fokozatú manuális / 3 fokozatú automata          |
| Opcionális    |                       |                       | Elektromos üzemanyag-befecskendezéssel is elérhető | Elektromos üzemanyag-befecskendezéssel is elérhető |